# Никобари
Никобари су острва у источном Индијском океану и припадају Индији. Налазе се 1300 километара југоисточно од индијског подконтинента, од којега их дели Бенгалски залив.

## Општи опис
Никобари су раздвојени од Андамана 150 km широким каналом. Од Суматре су удаљени 189 km. Андамани и Никобари раздвојају Бенгалски залив и Андаманско море. Никобарска острва обухватају 22 острва. Највећи је Велики Никобар. Укупна површина Никобара је 1841 km². Највиши врх Никобара је висок 642 метра. Укупно је било 42.026 становника 2001., а од тога домороци представљају 65% становништва. Острва су подељена у три групе.

## Администрација
Андамани и Никобари представљају Савезну територију од Индије. Савезна територија је подељена на два дистрикта, на Андамански дистрикт и Никобарски дистрикт. Индијска влада ограничава приступ Никобарима. За долазак је потребна специјална пропусница, а онима који нису Индијци забрањује се приступ Никобарима.

## Геологија
Никобари представљају део великог острвског лука, насталог сударом индо-аустралијске плоче са Евроазијом. Тај судар је уздигао Хималаје и индонезијска острва и створио је дугачак лук острва.

## Клима и екологија
Клима је тропска са темпаратурама од 22 до 30 °C. Има много киша због монсуна тако да годишње падне 3000 to 3800 mm кише. Никобари су значајни по својим тропским шумама са многим ендемским врстама. 

## Историја
Верује се да су Никобари насељени хиљадама година. На острвима се говори шест различитих домородачких језика. Колонизацију подручја је започела Данска Источноиндијска компанија 1754. и подручјем су управљали из Транкенбара у континенталној данској Индији. Али Данци би напуштали подручје и поново се враћали. Нису управљали подручјем 1784-1807, 1830—1834 и од 1848. су заувек напустили подручје. Од 1778. до 1783. Никобари су били аустријска колонија. Данци су и формално 1868. продали право на Никобаре Британији. Никобари постају део Британске Индије 1869.
Цунами у Индијском океану 2004. је 26. децембра 2004. разарао обалу Никобара 10 до 15 метара високим таласима. Најмање 6.000 људи је погинуло на Андаманима и Никобарима. Највише погинулих је било на острву Качал, око 4.600. Поједина острва су тешко оштећена да су се поделила на два до три острва, а кораљни гребенови су избачени изнад воде. Острво тереса се разделило на два дела, а острво Тринкат на три дела. Поједине процене говоре да су острва помакнута за 30 метара.